# Nagromadzenie
Nagromadzenie, accumulatio, congeries – figura retoryczna polegająca na użyciu wielu określeń analogicznych semantycznie lub składniowo, np. wyrażeń synonimicznych, porównań, przenośni dla wzmożenia atmosfery uczuciowej, często w formie wyliczenia. Zaliczana do figur retorycznych służących amplifikacji mowy (amplificatio).